# متبول
قرية متبول هي إحدى القرى التابعة لمركز كفر الشيخ في محافظة كفر الشيخ في جمهورية مصر العربية، حسب إحصاءات سنة 2006، بلغ إجمالي السكان في متبول 6013 نسمة، منهم 3008 رجل و3005 امرأة. من أعلامها عبد الحميد بسيوني لاعب كرة القدم السابق وعمرو خفاجي رئيس تحرير جريدة الشروق.

## التاريخ
قرية متبول من القرى القديمة، حيث وردت باسم «متبول» في أعمال الغربية ضمن قرى الروك الصلاحي التي أحصاها ابن مماتي في كتاب قوانين الدواوين، كما وردت باسم «متبول» في أعمال الغربية ضمن قرى الروك الناصري التي أحصاها ابن الجيعان في كتاب «التحفة السنية بأسماء البلاد المصرية». وفي العصر العثماني وردت باسم «متبول» في التربيع العثماني الذي أجراه الوالي العثماني سليمان باشا الخادم في عصر السلطان العثماني سليمان القانوني ضمن قرى ولاية الغربية، وفي تاريخ 1228هـ/1813م الذي عدّ قرى مصر بعد المسح الذي قام به محمد علي باشا باسم «متبول» ضمن قرى مديرية الغربية.